# Brittany Snow
Brittany Anne Snow (Tampa (Florida), 9 maart 1986) is een Amerikaans actrice en zangeres.

## Loopbaan
Snow brak in 1998 door toen ze de rol van de rebelse probleemtiener Susan Lemay speelde in de soap Guiding Light. Ook had ze vaste rollen in de televisieseries American Dreams (2002-2005) en Nip/Tuck (2005).
In 2005 begon Snow een succesvolle filmcarrière. Haar eerste film was The Pacifier. Hierin speelde ze tegenover Vin Diesel en Lauren Graham. In 2006 had ze de hoofdrol in de tienerfilm John Tucker Must Die.
In maart 2023 maakte Snow haar debuut als regisseuse van haar film Parachute.